# 伞形花内酯
伞形花内酯也译为伞形酮（英語：Umbelliferone，也称为7-羟基香豆素）是一种天然的香豆素类化合物，最早发现于伞形科植物，因而得名，有抗氧化活性，可用作防曬油。
它可由2,4-二羟基苯甲醛和丙二酸为原料反应制得。乙酰基间苯二酚和丙烯酸甲酯在乙酸钠和甲酸的存在下（乙酸亚铑催化）反应，也可得到产物。它和乙酸酐反应，可以得到乙酰基伞形花内酯。